# Sitochroa
Sitochroa é um gênero de mariposa pertencente à família Crambidae.